# Englische Cricket-Nationalmannschaft in Neuseeland in der Saison 1929/30
Die Tour der englischen Cricket-Nationalmannschaft nach Neuseeland in der Saison 1929/30 fand vom 10. Januar bis zum 24. Februar 1930 statt. Die internationale Cricket-Tour war Bestandteil der Internationalen Cricket-Saison 1929/30 und umfasste vier Tests. England gewann die Serie 1–0.

## Vorgeschichte
England bestritt gleichzeitig eine Tour in den West Indies und war das einige Mal, dass eine Mannschaft gleichzeitig zwei Tests absolvierte.
Es war das erste Mal, dass die beiden Mannschaften einen Tour gegeneinander austrugen.

## Stadien
Die folgenden Stadien wurden für die Tour als Austragungsort vorgesehen.
| Stadion        | Stadt        | Kapazität | Spiele       |
| -------------- | ------------ | --------- | ------------ |
| Eden Park      | Auckland     | 50.000    | 3. & 4. Test |
| Lancaster Park | Christchurch | 38.628    | 1. Test      |
| Basin Reserve  | Wellington   | 11.000    | 2. Test      |

## Kaderlisten
Die Mannschaften benannten die folgenden Kader.
| Test | Test |
| Neuseeland | England |
| --- | --- |
| - Tom Lowry (K) - Cyril Allcott - Ted Badcock - Roger Blunt - Stewie Dempster - George Dickinson - Henry Foley - Matt Henderson - Ken James (wk) - Mal Matheson - Herb McGirr - Eddie McLeod - Bill Merritt - Jackie Mills - Curly Page - Alby Roberts - Gordon Weir | - Harold Gilligan (K) - Maurice Allom - Fred Barratt - Ted Bowley - Tich Cornford (wk) - Eddie Dawson - Kumar Duleepsinhji - Geoffrey Legge - Stan Nichols - Maurice Turnbull - Frank Woolley - Stan Worthington |

## Tests

### Erster Test in Christchurch
| 10. – 13. Januar Scorecard | Christchurch | Neuseeland 112 (47.1) & 131 (60.3) | – | England 181 (63.1) & 66-2 (18.5) |
|                            |              | England gewinnt mit 8 Wickets      |   |                                  |

Neuseeland gewann den Münzwurf und entschied sich als Schlagmannschaft zu beginnen.

### Zweiter Test in Wellington
| 24. – 27. Januar Scorecard | Wellington | Neuseeland 440 (136.3) & 164-4d (53) | – | England 320 (107.5) & 107-4 (39) |
|                            |            | Remis                                |   |                                  |

Neuseeland gewann den Münzwurf und entschied sich als Schlagmannschaft zu beginnen.

### Dritter Test in Auckland
| 14. – 17. Februar Scorecard | Auckland | England 330-4d (88) | – | Neuseeland 96-1 (34) |
|                             |          | Remis               |   |                      |

Neuseeland gewann den Münzwurf und entschied sich als Feldmannschaft zu beginnen.

### Vierter Test in Auckland
| 21. – 24. Februar Scorecard | Auckland | England 540 (171.4) & 22-3 (12.3) | – | Neuseeland 387 (166.1) |
|                             |          | Remis                             |   |                        |

England gewann den Münzwurf und entschied sich als Schlagmannschaft zu beginnen.